# Enrique Vidallé
Enrique Bernardo Vidallé (Buenos Aires, 7 maggio 1952) è un ex calciatore argentino, di ruolo portiere.
È il padre dell'ex attaccante Jonathan Vidallé.

## Caratteristiche tecniche
Giocava come portiere; il suo stile prevedeva il frequente ricorso a parate in tuffo.

## Carriera

### Club
Vidallé entrò nel settore giovanile del Boca Juniors, dove fece tutta la trafila sino alla prima squadra, in cui debuttò giocando 4 gare nel Metropolitano 1972; sostituì Antonio Roma, secondo portiere, che a sua volta rimpiazzava Rubén Omar Sánchez. Nel Metropolitano 1973 ebbe nuovamente l'occasione di disputare degli incontri con i titolari, assommando 10 presenze: con il ritiro di Roma e con Sánchez in Nazionale, Vidallé ebbe la possibilità di giocare titolare. Tornato riserva, rimase in panchina per tutto il 1974. Nel 1975 Sánchez fu ceduto in Messico, e Vidallé divenne la prima scelta: disputò il Metropolitano, ma all'inizio del Nacional la dirigenza boquense decise di acquistare Carlos Biasutto e, con l'ulteriore arrivo di Hugo Gatti, Vidallé perse definitivamente il posto e venne venduto al Palestino, in Cile. Nella massima serie di tale paese Vidallé disputò tre stagioni: fece ritorno in patria nel 1977, firmando un contratto per il Gimnasia La Plata. Con la squadra bianco-blu fece il suo esordio giocando 6 partite nel Nacional 1977; divenne stabilmente titolare, scendendo in campo per altre 62 volte nel corso di 4 tornei. Nel 1981 fu acquistato dall'Estudiantes, dove pure fu il primo portiere. Dopo 46 gare con l'altra compagine platense, tornò a Buenos Aires, accordandosi con l'Huracán. Giocò nel corso del Metropolitano 1982 e di entrambe le fasi del campionato 1983. Nel 1984 divenne l'estremo difensore dell'Argentinos Juniors: con la nuova squadra vinse due titoli consecutivi (Metropolitano 1984 e Nacional 1985). Qualificatosi per la Coppa Libertadores 1985, Vidallé presenziò con regolarità anche durante questo torneo, conquistando la vittoria finale: la gara con l'América de Cali terminò 1-1 e si dovettero disputare i tiri di rigore, e il portiere parò il tiro decisivo ad Antony de Ávila. Si ritirò poi nel 1988, dopo aver disputato tutta la stagione 1987-1988 come riserva.

### Nazionale
Vidallé fu incluso nella lista della Nazionale per i Giochi Panamericani del 1971. Il 
18 luglio 1979 debuttò con la selezione maggiore. Convocato per la Copa América 1979, giocò da titolare tutte le partite dell'Argentina nella manifestazione.

## Palmarès

### Club

#### Competizioni nazionali
- Campionato argentino: 3

Huracán: Metropolitano 1982
Argentinos Juniors: Metropolitano 1984, Nacional 1985

#### Competizioni internazionali
- Coppa Libertadores: 1

Argentinos Juniors: 1985
- Coppa Interamericana: 1

Argentinos Juniors: 1985

### Nazionale
- Giochi panamericani: 1

1971